# Axelföljd
Axelföljd och hjulställning  är uttryck som med bokstäver och siffror beskriver hur ett järnvägsfordons axlar respektive hjul är arrangerade. De båda uttrycken ger i princip samma information.

## Axelföljd enligt UIC-systemet
Systemet har definierats av Internationella järnvägsunionen (UIC) och används i Europa och större delen av den övriga världen (Storbritannien använder en snarlik notation) och är ursprungligen baserat på en tysk beteckningsstandard. Axlarna räknas från lokets framände till lokets bakände. Odrivna axlar (löpaxlar) betecknas med arabiska siffror, drivna axlar med latinska versaler. Alltså:
- 1, 2, 3 … – Antal löpaxlar
- A, B, C …
  - utan tillägg – Antal gemensamt drivna axlar. (A = 1 axel, B = 2 axlar och så vidare)
  - med ett tillagt o – Antal individuellt drivna axlar.
- '  – Axlar eller grupper av axlar som inte sitter fast i ramverket markeras med en apostrof (primtecken).
- ( )  – Ifall löpaxlar finns markeras grupper av löp- och drivaxlar som sitter ihop i en gemensam ram/boggie skild från resten av loket inom parenteser. Efter parentes är apostrof inte nödvändig utan underförstådd. Skrivsätt som exempelvis (1'C)'(C1')' förekommer, även om mer korrekt är (1'C)(C1').
- +  – Ett plustecken markerar att fordonet är delat här. Ett exempel på ett delat lok är det svenska Dm3.
- -  – Ett bindestreck anger att ett lok har en tender, exempelvis ånglok.

## Hjulställning enligt Whyte-systemet
Den amerikanska Whyte-notationen lämpar sig bäst för ånglok som har drivaxlar i mitten och ibland löpaxlar i ändarna. Det skiljer det sig från UIC-systemet genom att räkna hjul och inte axlar. Ett typiskt ånglok med 3 drivaxlar och 2 axlar på en främre löpboggi och en bakre löpaxel blir 4-6-2 enligt denna notation. Ett större lok med två drivenheter får en siffra per drivenhet, till exempel Union Pacific Railroads Big Boy 4-8-8-4. Finns inga löpaxlar skriver man 0. Ett lok med tre drivaxlar och inga löpaxlar blir således 0-6-0.

## Axelföljd enligt AAR-systemet
För moderna diesel- och ellok används i USA ett system kallat AAR wheel arrangement, framtaget av Association of American Railroads. Det är en förenklad variant av UIC-systemet. Man använder siffror och bokstäver på samma sätt och räknar axlar istället för hjul. Notationen använder "-" för att särskilja axelgrupper. Om dessa är ledade (kan röra sig fritt relativt lokkorgen) ersätts "-" med "+" (i UIC-systemet används parenteser för denna typ av gruppering). Ett exempel är dieselloket GE U50 som har 4 boggier, kopplade två och två, som får beteckningen B+B-B+B.

## Ånglokstyper
Vissa vanliga axelföljder på ånglok har dessutom fått egna namn. Listan nedan anger dessa tillsammans med beteckningarna enligt UTC- och Whyte-systemen.
Det mest kända av typnamnen är Pacific, som användes för stora och snabba snälltågslok. Det svenska F-loket är ett Pacific-lok. 
| UIC      | Whyte   | Namn           | Exempel                                     |
| -------- | ------- | -------------- | ------------------------------------------- |
| A1       | 0-2-2   | Northumbrian   |                                             |
| A2       | 0-2-4   |                |                                             |
| 1A       | 2-2-0   | Planet         | Planet (Storbritannien)                     |
| 1A1      | 2-2-2   | Patentee       | SJ Litt A (1863), Fire Fly (Storbritannien) |
| 1A2      | 2-2-4   | Aerolite       |                                             |
| 2'A      | 4-2-0   | Jervis         | Klass 80 (Frankrike)                        |
| 2'A1     | 4-2-2   | Single Driver  | Iron Duke (Storbritannien)                  |
| 2A2      | 4-2-4   | Huntington     |                                             |
| 3A       | 6-2-0   | Jervis         |                                             |
| 1'B1'    | 2-4-2   | Columbia       |                                             |
| 2'B      | 4-4-0   | American       |                                             |
| 2'B1'    | 4-4-2   | Atlantic       | SJ Litt A (1906)                            |
| 1'C      | 2-6-0   | Mogul          |                                             |
| 2'C      | 4-6-0   | Ten wheeler    | SJ Litt B (1909)                            |
| 1'C1'    | 2-6-2   | Prairie        |                                             |
| 1'C2'    | 2-6-4   | Adriatic       |                                             |
| 2'C1'    | 4-6-2   | Pacific        | SJ Litt F                                   |
| 2'C2'    | 4-6-4   | Hudson         |                                             |
| 1'D      | 2-8-0   | Consolidation  | SJ Litt E2                                  |
| 2'D      | 4-8-0   | Twelve wheeler |                                             |
| 1'D1'    | 2-8-2   | Mikado         |                                             |
| 1'D2'    | 2-8-4   | Berkshire      |                                             |
| 2'D1'    | 4-8-2   | Mountain       |                                             |
| 2'D2'    | 4-8-4   | Northern       |                                             |
| 1'E      | 2-10-0  | Decapod        |                                             |
| 1'E1'    | 2-10-2  | Santa Fé       |                                             |
| 2'E      | 4-10-0  | Mastodon       |                                             |
| 2'E1'    | 4-10-2  | Overland       |                                             |
| 1'E2'    | 2-10-4  | Texas          |                                             |
| 1'F1'    | 2-12-2  | Javanic        |                                             |
| (1'C)C3' | 2-6-6-6 | Allegheny      |                                             |
| (2'C)C2' | 4-6-6-4 | Challenger     |                                             |
| (1'D)D2' | 2-8-8-4 | Yellowstone    |                                             |
| (2'D)D2' | 4-8-8-4 | Big Boy        | Big Boy (USA)                               |